# Fukaji-jima
Fukaji-jima (外地島) est une des îles Kerama dans l'archipel Nansei au Japon dans l'océan Pacifique. 
D'un point de vue administratif, elle fait partie du village de Zamami dans la préfecture d'Okinawa.
L'île est inhabitée, mais elle abrite l'aéroport de Kerama. Elle est reliée à Geruma-jima par un pont.

## Source de la traduction
- (en) Cet article est partiellement ou en totalité issu de l’article de Wikipédia en anglais intitulé « Zamami Island » (voir la liste des auteurs).